# Tamara Lüdke
Tamara Lüdke (* 1991 in München) ist eine deutsche Politikerin (SPD). Seit 2021 ist sie Mitglied im Abgeordnetenhaus von Berlin.

## Leben
Lüdke wuchs nach eigener Aussage in einer gewerkschaftsnahen Familie auf und ging in Dachau zur Schule. Ihre Großeltern und Eltern stammen aus Brandenburg und gingen während der deutschen Teilung über West-Berlin nach Bayern. Nach dem Abitur im Jahr 2010 studierte sie zunächst in München Soziologie und Politikwissenschaften. Ihr Masterstudium der Sozialwissenschaften schloss sie 2014 an der Humboldt-Universität zu Berlin an.
Seit ihrer Wahl zur Abgeordneten ruht ihre Tätigkeit als Referentin im Bezirksamt Lichtenberg, die sie seit 2019 ausübt.

## Partei und Politik
Lüdke ist seit 2014 Mitglied der SPD, von 2016 bis 2022 war sie Kreisvorsitzende der Jusos in Lichtenberg und seit 2022 ist sie dort SPD-Kreisvorsitzende.
Bei der Abgeordnetenhauswahl 2021 erhielt sie ein Mandat über die Bezirksliste Lichtenberg ihrer Partei. Bei der Wiederholungswahl 2023 konnte sie ihren Sitz im Abgeordnetenhaus verteidigen.
In der SPD-Fraktion ist sie für die Themen Clubkultur, Tierschutz und Entwicklungspolitik zuständig. Laut Abgeordnetenwatch will sie die Themen Frauengesundheit und Drogenpolitik vorantreiben.
Lüdke ist Mitglied der überparteilichen Europa-Union (EUB), die sich für ein föderales Europa und den europäischen Einigungsprozess einsetzt.